# 2933 Amber
2933 Amber је астероид главног астероидног појаса. Приближан пречник астероида је 20,62 ,
а средња удаљеност астероида од Сунца износи 2,610 астрономских јединица (АЈ).
Инклинација (нагиб) орбите у односу на раван еклиптике је 7,220 степени, а орбитални период износи 1540,628 дана (4,218 године). Ексцентрицитет орбите астероида износи 0,049.
Апсолутна магнитуда астероида износи 11,70 а геометријски албедо 0,086.
Астероид је откривен 18. априла 1983. године.